# Маотай

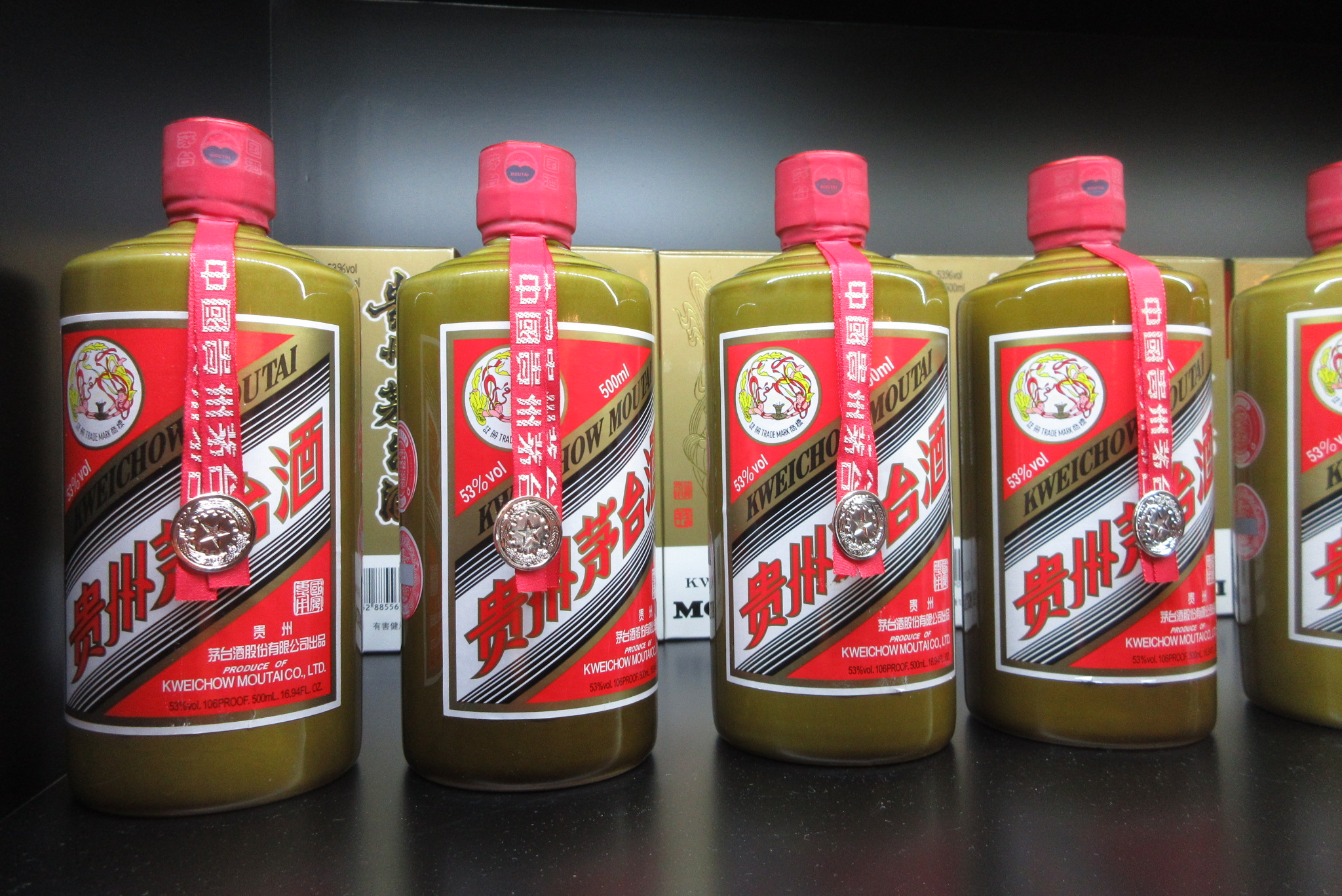
Маотай

Маотай (кит.: 茅台酒) — китайський алкогольний напій. Називається так на честь містечка Маотай в провінції Гуйчжоу, де його виробляють.

## Походження, компанії, потужності
Назва «маотай» з'явилося у 1704 році, вже до кінця династії Цін (початок XX століття) продуктивність заводів з виробництва горілки маотай склала 170 з гаком тонн.
У 1915 році три найбільших виробника маотая спільно представили свій продукт на Тихоокеанському міжнародному ярмарку. З необережності було розбито кілька пляшок горілки. Аромат, що поширився навкруги, настільки підкорив відвідувачів, що напою була присуджена головна премія.
У 1951 році три найбільші заводи були об'єднані в єдиний державний спиртогорілчаний завод «Маотай». З цього почалося сучасна історія виробництва відомої горілки. Сьогодні цей напій виробляє компанія «Kweichow Moutai Company». У 2001 році продано близько 200 т у 100 країнах світу.

## Виготовлення
Міцність майотай становить від 35% до 53%. Готується з високоякісного гаоляна — різновиду китайського сорго — як основної складової. Закваска готується з пшениці, а вода береться з місцевих джерел. Унікальним є сам процес виготовлення напою. Він проходить 8 етапів дистиляції, що чергуються ферментацією, кожна триває не менше 1 місяця. На кожному новому етапі додається нова закваска. Весь процес займає понад 8 місяців. Після цього — маотай витримують не менше 3 років і тільки після цього пускають в реалізацію.
Маотай виходить кришталево чистим. Хоча він досить міцний — він не обпікає слизову оболонку і горло, не вдаряє в голову і не розладжує шлунок. З давніх часів Маотай був улюбленим напоєм поетів і людей інших творчих професій. Вважається, що багато геніїв Китаю черпали свою силу у маотаї.

## Бренд Китаю
Цей алкогольний напій став майже обов'язковим на офіційних урядових бенкетах в Пекіні і презентаціях за кордоном. Він є «національним напоєм» і «дипломатичним напоєм» Китаю. Зараз у Китаї він з'явився у відкритому продажі і його зазвичай використовують в особливо урочистих випадках, а також: на свята, під час весіль тощо. Однак з огляду на те, що попит значно перевищує пропозицію — ціна на маотай залишається стабільно дуже високою.